# Saint-Clément-de-Régnat
Pour les articles homonymes, voir Saint-Clément.
Saint-Clément-de-Régnat est une commune française, située dans le département du Puy-de-Dôme en région Auvergne-Rhône-Alpes.

## Géographie

### Localisation
Saint-Clément-de-Régnat est située dans la Grande Limagne.
La commune est répartie sur plusieurs lieux-dits : Clémentel, Cresneuil, Régnat, Varennes de Clémentel, Varennes de Saint-Clément.
Huit communes sont limitrophes :
| Effiat             | Bas-et-Lezat            | Villeneuve-les-Cerfs    |
| Bussières-et-Pruns | Saint-Clément-de-Régnat | Randan                  |
| Thuret             | Saint-André-le-Coq      | Saint-Denis-Combarnazat |

### Voies de communication et transports
Saint-Clément-de-Régnat est traversée par les départementales 210 (Clermont-Ferrand – Randan) et 91 (traversant le bourg et Clémentel), 107 (axe Thuret – Clémentel – Barnazat, commune de Saint-Denis-Combarnazat) et 444 (vers Bussières-et-Pruns).
La ligne de Vichy à Riom traverse la commune ; la RD 91 la coupe à niveau près du PK 386. Il a existé une gare.

### Climat
Pour des articles plus généraux, voir Climat d'Auvergne-Rhône-Alpes et Climat du Puy-de-Dôme.
En 2010, le climat de la commune est de type climat océanique dégradé des plaines du Centre et du Nord, selon une étude du Centre national de la recherche scientifique s'appuyant sur une série de données couvrant la période 1971-2000. En 2020, Météo-France publie une typologie des climats de la France métropolitaine dans laquelle la commune est exposée à un climat de montagne ou de marges de montagne et est dans la région climatique  Nord-est du Massif Central, caractérisée par une pluviométrie annuelle de 800 à 1 200 mm, bien répartie dans l’année. 
Pour la période 1971-2000, la température annuelle moyenne est de 10,9 °C, avec une amplitude thermique annuelle de 16,4 °C. Le cumul annuel moyen de précipitations est de 697 mm, avec 8,3 jours de précipitations en janvier et 7,4 jours en juillet. Pour la période 1991-2020, la température moyenne annuelle observée sur la station météorologique de Météo-France la plus proche, « Charmes_sapc », sur la commune de Charmes à 9 km à vol d'oiseau, est de 11,9 °C et le cumul annuel moyen de précipitations est de 675,4 mm,. Pour l'avenir, les paramètres climatiques de la commune estimés pour 2050 selon différents scénarios d'émission de gaz à effet de serre sont consultables sur un site dédié publié par Météo-France en novembre 2022.

## Urbanisme

### Typologie
Au 1er janvier 2024, Saint-Clément-de-Régnat est catégorisée commune rurale à habitat dispersé, selon la nouvelle grille communale de densité à sept niveaux définie par l'Insee en 2022.
Elle est située hors unité urbaine. Par ailleurs la commune fait partie de l'aire d'attraction de Clermont-Ferrand, dont elle est une commune de la couronne,. Cette aire, qui regroupe 209 communes, est catégorisée dans les aires de 200 000 à moins de 700 000 habitants,.

### Occupation des sols
L'occupation des sols de la commune, telle qu'elle ressort de la base de données européenne d’occupation biophysique des sols Corine Land Cover (CLC), est marquée par l'importance des territoires agricoles (93,7 % en 2018), une proportion identique à celle de 1990 (93,7 %). La répartition détaillée en 2018 est la suivante : terres arables (84,5 %), zones agricoles hétérogènes (9,3 %), zones urbanisées (6,3 %). L'évolution de l’occupation des sols de la commune et de ses infrastructures peut être observée sur les différentes représentations cartographiques du territoire : la carte de Cassini (XVIIIe siècle), la carte d'état-major (1820-1866) et les cartes ou photos aériennes de l'IGN pour la période actuelle (1950 à aujourd'hui).

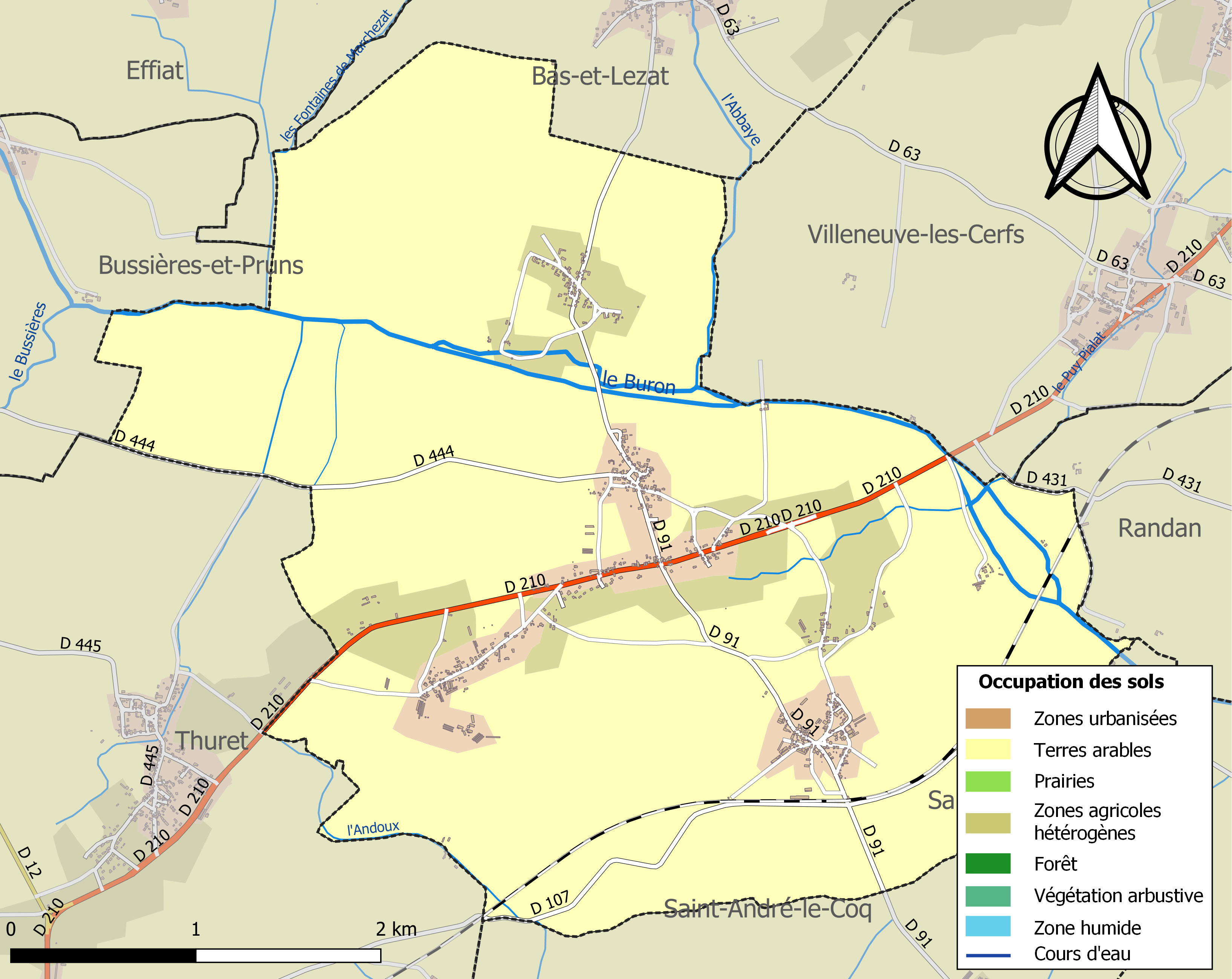
Carte des infrastructures et de l'occupation des sols de la commune en 2018 (CLC).

### Logement
En 2013, la commune comptait 228 logements, contre 202 en 2008. Parmi ces logements, 89,5 % étaient des résidences principales, 2,2 % des résidences secondaires et 8,3 % des logements vacants. Ces logements étaient pour 99,6 % d'entre eux des maisons individuelles et pour 0,4 % des appartements.
La proportion des résidences principales, propriétés de leurs occupants était de 92 %, en baisse sensible par rapport à 2008 (92,9 %). Il n'existe aucun logement HLM loué vide.

### Risques naturels et technologiques
La commune est soumise à plusieurs risques :
- phénomène lié à l'atmosphère ;
- phénomènes météorologiques ;
- séisme (zone de sismicité 3) ;
- transports de matières dangereuses.

Elle est également dotée d'un dossier d'information communal sur les risques majeurs (DICRIM). Le risque technologique concerne aussi l'usine Limagrain.

## Politique et administration

### Découpage territorial
La commune de Saint-Clément-de-Régnat est membre de la communauté de communes Plaine Limagne, un établissement public de coopération intercommunale (EPCI) à fiscalité propre créé le 1er janvier 2017 dont le siège est à Aigueperse. Ce dernier est par ailleurs membre d'autres groupements intercommunaux. Jusqu'au 31 décembre 2016, elle faisait partie de la communauté de communes des Coteaux de Randan.
Sur le plan administratif, elle est rattachée à l'arrondissement de Riom, à la circonscription administrative de l'État du Puy-de-Dôme et à la région Auvergne-Rhône-Alpes. Jusqu'en mars 2015, elle dépendait du canton de Randan.
Sur le plan électoral, elle dépend du canton de Maringues pour l'élection des conseillers départementaux, depuis le redécoupage cantonal de 2014 entré en vigueur en 2015, et de la deuxième circonscription du Puy-de-Dôme pour les élections législatives, depuis le dernier découpage électoral de 2010 (sixième circonscription avant 2010).

### Élections municipales et communautaires

#### Élections de 2020
Le conseil municipal de Saint-Clément-de-Régnat, commune de moins de 1 000 habitants, est élu au scrutin majoritaire plurinominal à deux tours avec candidatures isolées ou groupées et possibilité de panachage. Compte tenu de la population communale, le nombre de sièges à pourvoir lors des élections municipales de 2020 est de 15. Sur les trente candidats en lice, dix sont élus dès le premier tour, le 15 mars 2020, avec un taux de participation de 73,94 %. Les cinq conseillers restant à élire sont élus au second tour, qui se tient le 28 juin 2020 du fait de la pandémie de Covid-19, avec un taux de participation de 64,19 %.

#### Chronologie des maires
| Période                                  | Période                       | Identité       | Étiquette | Qualité |
| ---------------------------------------- | ----------------------------- | -------------- | --------- | ------- |
| Les données manquantes sont à compléter. |                               |                |           |         |
| mars 2008                                | juillet 2020                  | Serge Geoffroy |           |         |
| juillet 2020                             | En cours (au 15 octobre 2021) | Rémy Petoton   |           |         |

## Population et société

### Démographie

#### Évolution démographique
L'évolution du nombre d'habitants est connue à travers les recensements de la population effectués dans la commune depuis 1793. Pour les communes de moins de 10 000 habitants, une enquête de recensement portant sur toute la population est réalisée tous les cinq ans, les populations de référence des années intermédiaires étant quant à elles estimées par interpolation ou extrapolation. Pour la commune, le premier recensement exhaustif entrant dans le cadre du nouveau dispositif a été réalisé en 2005.

En 2022, la commune comptait 522 habitants, en évolution de −5,78 % par rapport à 2016 (Puy-de-Dôme : +2,1 %, France hors Mayotte : +2,11 %).
| 1793 | 1800 | 1806 | 1821  | 1831  | 1836  | 1841  | 1846  | 1851  |
| ---- | ---- | ---- | ----- | ----- | ----- | ----- | ----- | ----- |
| 807  | 896  | 948  | 1 075 | 1 135 | 1 152 | 1 103 | 1 125 | 1 086 |

| 1856  | 1861  | 1866  | 1872 | 1876 | 1881 | 1886 | 1891 | 1896 |
| ----- | ----- | ----- | ---- | ---- | ---- | ---- | ---- | ---- |
| 1 029 | 1 017 | 1 029 | 932  | 898  | 899  | 878  | 835  | 812  |

| 1901 | 1906 | 1911 | 1921 | 1926 | 1931 | 1936 | 1946 | 1954 |
| ---- | ---- | ---- | ---- | ---- | ---- | ---- | ---- | ---- |
| 805  | 732  | 662  | 612  | 615  | 583  | 574  | 507  | 469  |

| 1962 | 1968 | 1975 | 1982 | 1990 | 1999 | 2005 | 2006 | 2010 |
| ---- | ---- | ---- | ---- | ---- | ---- | ---- | ---- | ---- |
| 439  | 400  | 375  | 370  | 397  | 430  | 443  | 446  | 506  |

| 2015 | 2020 | 2022 | - | - | - | - | - | - |
| ---- | ---- | ---- | - | - | - | - | - | - |
| 549  | 530  | 522  | - | - | - | - | - | - |

#### Pyramide des âges
En 2018, le taux de personnes d'un âge inférieur à 30 ans s'élève à 31,5 %, soit en dessous de la moyenne départementale (34,2 %). De même, le taux de personnes d'âge supérieur à 60 ans est de 23,9 % la même année, alors qu'il est de 27,9 % au niveau départemental.
En 2018, la commune comptait 283 hommes pour 265 femmes, soit un taux de 51,64 % d'hommes, largement supérieur au taux départemental (48,41 %).
Les pyramides des âges de la commune et du département s'établissent comme suit.
| Hommes | Classe d’âge | Femmes |
| ------ | ------------ | ------ |
| 0,0    | 90 ou +      | 0,4    |
| 10,2   | 75-89 ans    | 8,6    |
| 15,3   | 60-74 ans    | 13,3   |
| 24,5   | 45-59 ans    | 24,2   |
| 19,3   | 30-44 ans    | 21,1   |
| 14,2   | 15-29 ans    | 14,5   |
| 16,4   | 0-14 ans     | 18,0   |

| Hommes | Classe d’âge | Femmes |
| ------ | ------------ | ------ |
| 0,7    | 90 ou +      | 2,1    |
| 7,4    | 75-89 ans    | 10,2   |
| 17,7   | 60-74 ans    | 18,6   |
| 20,2   | 45-59 ans    | 19,2   |
| 18,4   | 30-44 ans    | 17,4   |
| 18,6   | 15-29 ans    | 17,2   |
| 17     | 0-14 ans     | 15,3   |

### Enseignement
Saint-Clément-de-Régnat dépend de l'académie de Clermont-Ferrand.
Les collégiens se rendent à Aigueperse et les lycéens à Riom, au lycée Virlogeux ou Pierre-Joël-Bonté.

## Économie

### Emploi
En 2013, la population âgée de quinze à soixante-quatre ans s'élevait à 327 personnes, parmi lesquelles on comptait 82,6 % d'actifs dont 75,5 % ayant un emploi et 7,1 % de chômeurs.
On comptait 63 emplois dans la zone d'emploi. Le nombre d'actifs ayant un emploi résidant dans la zone étant de 248, l'indicateur de concentration d'emploi est de 25,3 %, ce qui signifie que la commune offre moins d'un emploi par habitant actif.
201 des 248 personnes âgées de quinze ans ou plus (soit 81,3 %) sont des salariés. 17,5 % des actifs travaillent dans la commune de résidence.

### Entreprises
Au 1er janvier 2014, Saint-Clément-de-Régnat comptait 25 entreprises : deux dans l'industrie, six dans la construction, dix-sept dans le commerce, les transports et les services divers et aucune dans le secteur administratif.
En outre, elle comptait 31 établissements.

### Commerce et services
La base permanente des équipements de 2015 ne recensait aucun commerce.

### Tourisme
Au 1er janvier 2016, la commune ne comptait aucun hôtel, camping ou autre hébergement collectif.